# Tajno vijeće (Sveto Rimsko Carstvo)
Tajno vijeće (njem. Geheimer Rat) je na područjima Svetog Rimskog Carstva i kasnijih njemačkih monarhija bilo vijeće savjetnika (Geheimes Ratskollegium, Geheimes Konseil, Geheimes Kabinett, Geheimer Staatsrat) koje je odmah ispod kneza i obično pod njegovim predsjedanjem odlučivalo o najvažnijim državnim poslovima i proglašavalo zakone. Prethodnik tajnog vijeća do početka 17. stoljeća bilo je dvorsko vijeće. 
Naziv Geheimer Rat ne potječe od njemačke riječi geheim (tajna) nego od Heim (dom), pa bi zapravo točan prijevod bio "zemaljsko vijeće".

## Tajno vijećeHabsburške Monarhije
Osnovao ga je Ferdinand I. 1526. Tajno vijeće nije bilo nadleštvo u pravnom smislu te riječi nego stalno kraljevo vijeće čiji su članovi davali kralju samo svoje mišljenje o pojedinim pitanjima. S njima bi se kralj savjetovao u prvom redu o vanjskoj politici, zatim o najvažnijim i općim pitanjima unutrašnje politike te o financijskim i vojnim pitanjima. Kralj bi potom saslušavši sve savjete sam donosio odluke. 
Članovi Tajnog vijeća bili su: vrhovni dvorski meštar (Oberhofmeister), dvorski kancelar (der Kanzler), vrhovni dvorski maršal (Oberhofmarschall) i dvoje-troje učenih pravnika. Svi oni nosili su titulu tajnih savjetnika (die Geheimräte). Članovi Vijeća bili su isključivo Nijemci. Tek je 1646. ušao jedan član iz Ugarsko-hrvatskog kraljevstva. 
Vijeće se sastajalo svaki dan ujutro u nekoj dvorani u dvoru u Beču i pretresalo aktualna pitanja. Sjednicama bi samo po potrebi predsjedavao kralj. Do Leopolda I. broj tajnih savjetnika toliko se povećao da je on 1659. od četvorice najobrazovanijih tajnih savjetnika osnovao Tajnu konferenciju (die geheime Konferenz) koja je djelomično preuzela zadatke Tajnoga vijeća. Ti savjetnici dobili su titule redovnih tajnih savjetnika, dok su preostali spali na titularne tajne savjetnike i bavili se samo pravnim pitanjima. Njih se pozivalo na sjednice samo onda kad bi ih se htjelo saslušati. 
Leopold I. osnovao je od nekoliko tajnih savjetnika i posebne komisije koje su se bavile određenim pitanjima vanjske politike (tako su osnovane komisije za odnose s Njemačkom, Francuskom, Venecijom, Turskom itd.). Neki su savjetnici mogli istodobno biti članovi više komisija. Za neka nenadana pitanja osnivane su privremene izvanredne komisije, dok su za neka unutrašnja pitanja, u prvom redu za financijska i vojna, postavljene specijalne deputacije. 
Josip I. je 1705. na čelo Tajne konferencije postavio vrhovnog dvorskog meštra, a 1709. podijelio ju je na Užu i Širu konferenciju. Užoj konferenciji dodijeljeni su u nadležnost vanjski poslovi, a Široj unutrašnji.

## Članovi
Među članovima Tajnog vijeća bili su Anton Schönfeld, Alexander Attems i drugi.